# Isabelle Nataf
Pour les articles homonymes, voir Nataf.
Isabelle Nataf, née le 20 juillet 1961 à Paris où elle est morte le 14 mai 2013, est une journaliste française.

## Biographie
Son père est un médecin originaire de Tunisie alors que la famille de sa mère vient de Normandie. Elle est la benjamine d'une famille de trois enfants : Philippe, six ans de plus et Véronique, cinq années. Elle fréquente le lycée Molière à Paris ou elle se lie aux futures écrivain Sophie Fontanel et comédienne Céline Duhamel puis étudie la littérature et le cinéma à la Sorbonne et se lance dans le journalisme.
Elle débute par un stage au Matin de Paris où elle tient la chronique des manifestations étudiantes contre le projet de loi Devaquet. Après la disparition de ce journal, son rédacteur en chef Bernard Morrot  rejoint Le Figaro et fait appel à Isabelle Nataf à la fin des années 1980. Elle s'y occupe de la télévision dans les pages culture. Son dernier article, publié le 10 mai 2013, est un portrait de Line Renaud dans la collection Empreintes.
Elle a fait partie du jury du festival de la fiction TV de La Rochelle, et du festival des créations télévisuelles de Luchon dont le prix de la critique porte son nom.
Luttant depuis 2010 contre une grave maladie, elle meurt le 14 mai 2013. Elle est inhumée au cimetière de Pantin.